# Эрюрт, Дильхан
Дильхан Эрюрт (тур. Dilhan Eryurt; 29 ноября 1926, Измир — 13 сентября 2012, Анкара) — турецкий астрофизик.
С 1961 по 1973 год Эрюрт работала в Национальном управлении США по аэронавтике и исследованию космического пространства, выполняя исследования для программы «Аполлон». В 1973 году она основала кафедру астрофизики в Ближневосточном техническом университете (METU) в Турции. С 1988 по 1993 год она работала деканом факультета науки и искусств METU.
Дилхан Эрюрт внесла большой вклад в научные исследования формирования и эволюции Солнца и других звезд главной последовательности. В 1969 году она была награждена премией Apollo Achievement Award за успешную работу, способствовавшую моделированию воздействия Солнца на лунную среду.

## Биография
Она родилась 29 ноября 1926 года в Измире Её отцом был Абидин Эге, депутат Великого национального собрания Турции от провинции Денизли в 1944 году.
Вскоре после прибытия отца в Измир её семья переехала в Стамбул, а затем спустя несколько лет в Анкару, где Дильхан и училась. В школе у неё был особый интерес к математике. По этой причине, окончив среднюю школу, она поступила в Стамбульский университет, на факультет математики и астрономии. Будучи студенткой Дильхан ещё больше увлеклась астрономией.
После окончания Стамбульского университета, в 1946 году, Дильхан Эрюрт в течение двух лет работала помощником Тевфика Октая Кабакчиоглу, открывавшего департамент астрономии в Анкарском университете. Затем Дильхан продолжила своё обучение в Мичиганском университете, а в 1953 году она защитила свою докторскую диссертацию на кафедре астрофизики в Анкарском университете.
В 1959 году она уехала в Канаду на два года лет по стипендии Международного агентства по атомной энергии. Потом она уехала в США, где работала в Индианском университете, занимаясь идентификацией звёзд в Обсерватории имени Гёте Линка. Она работала с Маршаллом Врубелем. После этого опыта она трудилась в Центре космических полетов Годдарда НАСА. Она работала с Аластером Г. У. Кэмероном над исследованиями в области истории Солнца. В течение этого периода она была единственной женщиной-астрономом, работающим в учреждении.
Работа Дильхан Эрюрт в Центре Годдарда выявила некоторые ранее неизвестные факты о солнце. Она установила, что яркость солнца не увеличилась с момента его образования, а также, что оно было намного ярче и теплее в прошлом. Эти исследования были важны в то время, так как влияли на ход новых космических полетов. Она была награждена премией Apollo Achievement в 1969 году за её успешную работу по первой высадке человека на Луну. После завершения двух лет учебы в Центре Годдарда Эрюрт продолжила работать в институте в качестве научного сотрудника. Институт отправил её в университет Калифорнии изучать вопросы становления и развития звёзд.
В 1968 году она приехала в Турцию и организовала первый Национальный астрономический конгресс при поддержке Совета Турции по научно-техническим исследованиям.
Между 1969 и 1973 года Эрюрт продолжила научные исследования в НАСА. В 1973 году она вернулась в Ближневосточный технический университет, на факультет физики. В 1977 году она была награждена научной премией Тюбитак. В 1988 году она была деканом физического факультета в течение шести месяцев, а затем была деканом факультета естественных наук и литературы на протяжении пяти лет. В 1993 году Эрюрт вышла на пенсию.
Она умерла в Анкаре после сердечного приступа 13 сентября 2012 года